# Lion's Cup 1979 - Singolare
Il singolare del torneo di tennis Lion's Cup 1979, facente parte dei Tornei di tennis femminili indipendenti nel 1979, ha avuto come vincitrice Tracy Austin che ha battuto in finale Martina Navrátilová con il punteggio di 6–2, 6–1.

## Tabellone

### Legenda
| - Q = Qualificato - WC = Wild card - LL = Lucky loser | - ALT = Alternate - SE = Special Exempt - PR = Protected Ranking | - w/o = Walkover - r = Ritirato - d = Squalificato |

|  | Semifinali          | Semifinali          | Semifinali | Semifinali | Semifinali |  |  | Finale              | Finale              | Finale              | Finale | Finale |  |
|  |                     |                     |            |            |            |  |  |                     |                     |                     |        |        |  |
|  | Tracy Austin        | Tracy Austin        | 6          | 2          | 6          |  |  |                     |                     |                     |        |        |  |
|  | Billie Jean King    | Billie Jean King    | 3          | 6          | 4          |  |  | Tracy Austin        | Tracy Austin        | Tracy Austin        | 6      | 6      |  |
|  | Martina Navrátilová | Martina Navrátilová | 2          | 6          | 7          |  |  | Martina Navrátilová | Martina Navrátilová | Martina Navrátilová | 2      | 1      |  |
|  | Dianne Fromholtz    | Dianne Fromholtz    | 6          | 4          | 6          |  |  |                     |                     |                     |        |        |  |